# Kolera

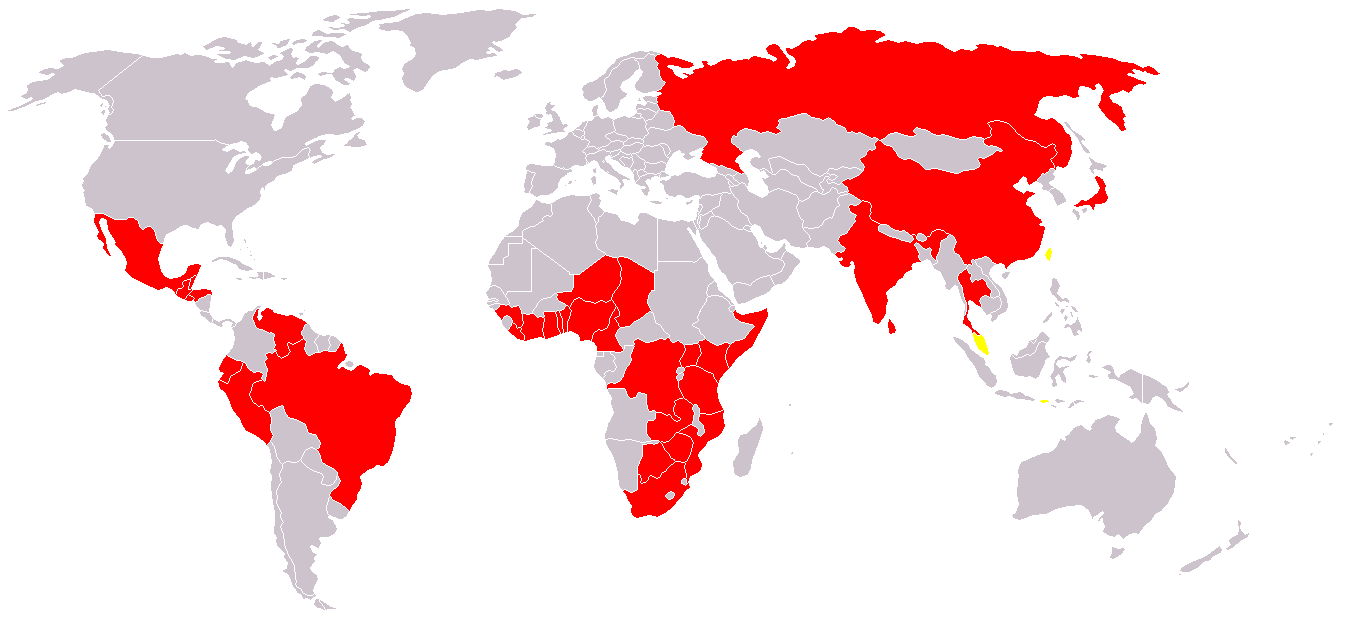
A kolera jelenléte a világban (sárga: szórványosan)

A kolera a Vibrio cholerae baktérium által okozott betegség. Elsősorban széklettel, hányadékkal és szennyvízzel, illetve az ezekkel érintkező nyers élelmiszerek révén terjed. Akár egy jégkocka, egy szelet citrom is átviheti a fertőzést. Kiindulópontjai általában a meleg, szerves anyagban gazdag tengerparti folyótorkolatok, innen terjed szét a betegség. Kétfélét különböztetünk meg: az európai kolerát (cholera nostras) és az ázsiai kolerát (cholera asiatica). Az európai kolera az ázsiaival ellentétben nem egész évben, csak a nyár második felében észlelhető.

## Leírása
A kolera súlyos hasmenéssel és hányással jár, gyors kiszáradáshoz vezet. Számos más trópusi betegséggel összetéveszthető. A kiszáradás veszélye csökkenthető különböző szőlőcukrokat, sókat tartalmazó oldat itatásával. A betegség gyorsan legyengíti az embereket, de megfelelő táplálkozással megelőzhető. Főként a fejlődő országok nyomortelepeit érinti, ahol nem megfelelőek a táplálkozási és tisztálkodási körülmények. Európában az 1830-as évek elején jelent meg. Kórokozóját Robert Koch ismerte fel 1884-ben. A baktérium főleg a belekben található. A későbbi hasmenések tiszta tenyészetként tartalmazzák, míg az első székletben másféle baktériumokkal vegyesen található.
A kórokozó gyengén ellenálló: kiszáradás, illetve enyhén savas folyadék elpusztítja. Az egészséges emberek a fertőzött területen sem szoktak fertőzést kapni gyomruk savas tartalma miatt. Más baktériumokkal társulva egészséges embereket is fertőz. A baktérium – mint más fertőző baktériumok – mérget termel, amelynek a szervezetben szintén van szerepe a kórfolyamat létrehozásában. A kolera nem közvetlenül terjed át emberről emberre, hanem a betegeknek a széklete és hányadéka fertőző.
A baktériumok által termelt toxinok egy G-protein trimer egyik részét, a Gs{\displaystyle \alpha }-t ADP ribozilálják, amely GTP-t kötve az adenilát-ciklázt aktiválja. A toxin gátolja a Gs{\displaystyle \alpha } GTP hidrolízisét, ami miatt az adenilát cikláz folytonos aktivitással bír. Ezért konstans cAMP termelődés, annak koncentrációjának emelkedése figyelhető meg, amely a bélhám sejtek kloridion csatornáinak működését aktiválva, s így az aquaporin csatornákat is befolyásolva a sejtek nagy mennyiségű vízvesztését okozza.

## A betegség kezelése, megelőzése

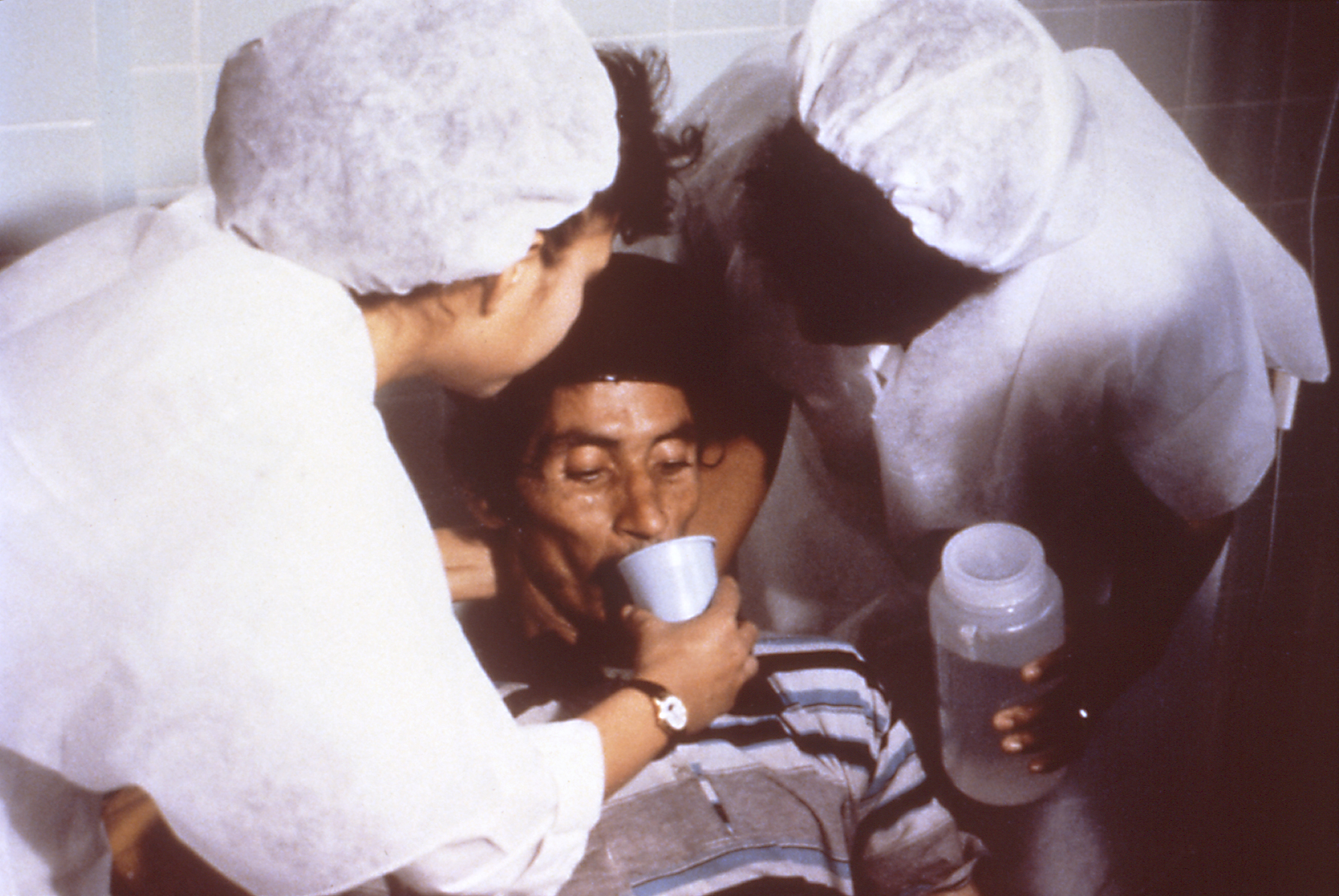
Kolerás beteg rehidratálása

A szigorú karantén és a megfelelő tisztálkodás, táplálkozás megelőzi a betegség terjedését.
A kolera a járványtan egyik klasszikus betegsége. Tudományos igényű leírását John Snow londoni orvos adta meg az 1854-es londoni kolerajárvány megfigyelése alapján. Ő mondta ki először, hogy a megelőzés és a járvány kordában tartásának legfontosabb eszköze a vízhálózat gondos ellenőrzése és tisztán tartása.
A betegség tüneti kezeléssel, tehát a nagy folyadékveszteség pótlásával, a beteg kiszáradásának megakadályozásával sikeresen gyógyítható.
2017 októberében az Egészségügyi Világszervezet nyilvánosságra hozta stratégiai tervét a kolera felszámolására. A terv célkitűzése, hogy 2030-ra 90 százalékkal csökkenjen a kolerás halálozások száma.

## A fertőzés

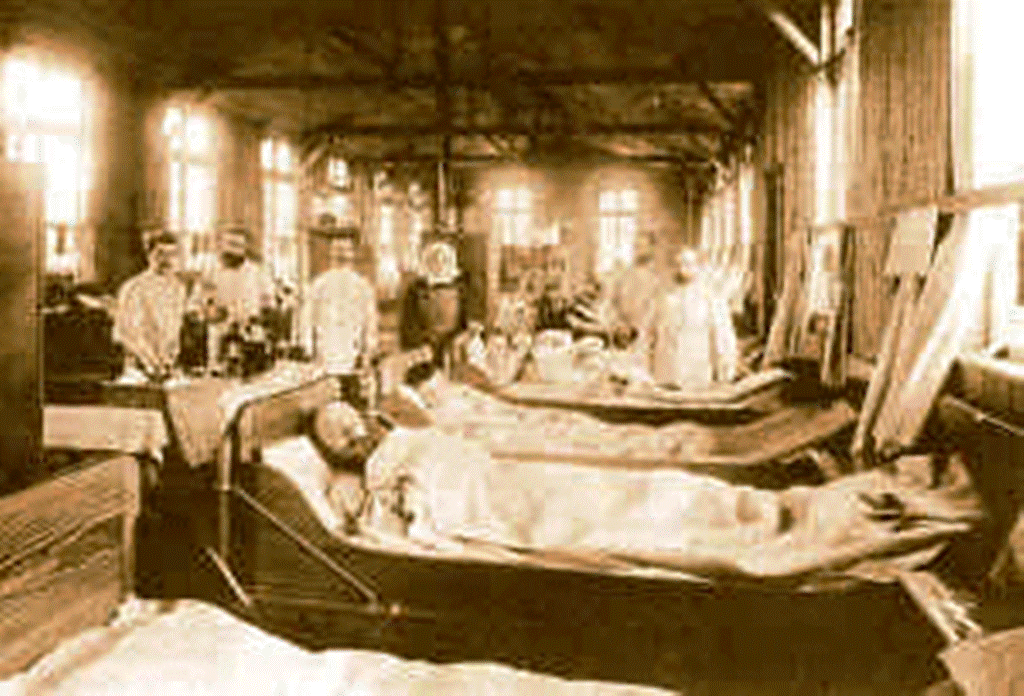
Kolerás betegek kezelése Hamburgban az 1892-es járvány idején

A fertőzés lappangási ideje néhány nap, de néha enyhe hasmenés képében hosszabb időre is elhúzódhat. Az egyes megbetegedések igen különböző hevességűek, hasmenéstől súlyos rohamig terjednek. A járvány közvetlenül kitörése után a leghevesebb. Az esetek többsége hasmenéssel kezdődik, a széklet bő, vizes, eleinte festett lúgos, majd később vízszerű, fehér pelyhekkel. A beteg legyengül, gyomrát üresnek érzi, ezután beállnak a gyötrő hányásingerek, majd a végtagokban görcsös izomösszehúzódások keletkeznek. A beteg nagy forróságot érez, testhőmérséklete kissé megemelkedik. A pulzus és a légzés szaporább, a beteg hangja gyenge, szemei beesnek, sötét gyűrűvel körülvettek. A betegség lefolyása 2-3 órától 1-2 napig is eltarthat. Súlyosbodás esetén a hasmenések és hányás ritkábbá válnak, de a beteg ereje még inkább csökken, bőre sápadt, testhőmérséklete csökken, kínjai még súlyosbodnak, nagy szomjúság gyötri, vizeletelválasztása szünetel, vére besűrűsödik, később még rosszabbra fordul állapota, a hasmenés és hányás megszűnik, öntudata zavarodik, pulzusa kimarad, s beáll a halál. A kezeletlen esetek 60%-a halállal végződik. A halál gyakran a fertőzéstől számított első napon bekövetkezik. A halálozási százalék az egyes járványok alatt különböző. A gyógyulás lassú, több hétig is eltarthat.

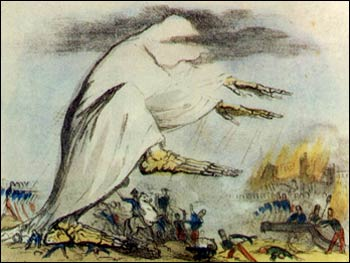
Kolerajárvány ábrázolása

## Változatai
Legveszedelmesebb fajtája a gyermekek nyári kolerája: legtöbbször a szegény körülmények között tengődő gyermekek között tör ki, sokszor áldozatok százait szedi. A betegség a meleg napok beálltával jelenik meg. A betegség ellen van védőoltás, de ez csak 60-70%-os védelmet nyújt, terhesek és betegek nem kaphatják.

## Eredete és terjedése
A kolera az indiai szubkontinensről származik; a fertőzött terület a szárazföldi utak és a Gangesz mentén kezdett növekedni. Innen tengeren és szárazföldön előbb Oroszországba, majd Nyugat-Európába jutott. Nyugat-Európából igen rövid idő alatt jutott át Amerikába, mivel a vizet nem szűrték, ill. fertőtlenítették megfelelően.

## Történelmi szerepe

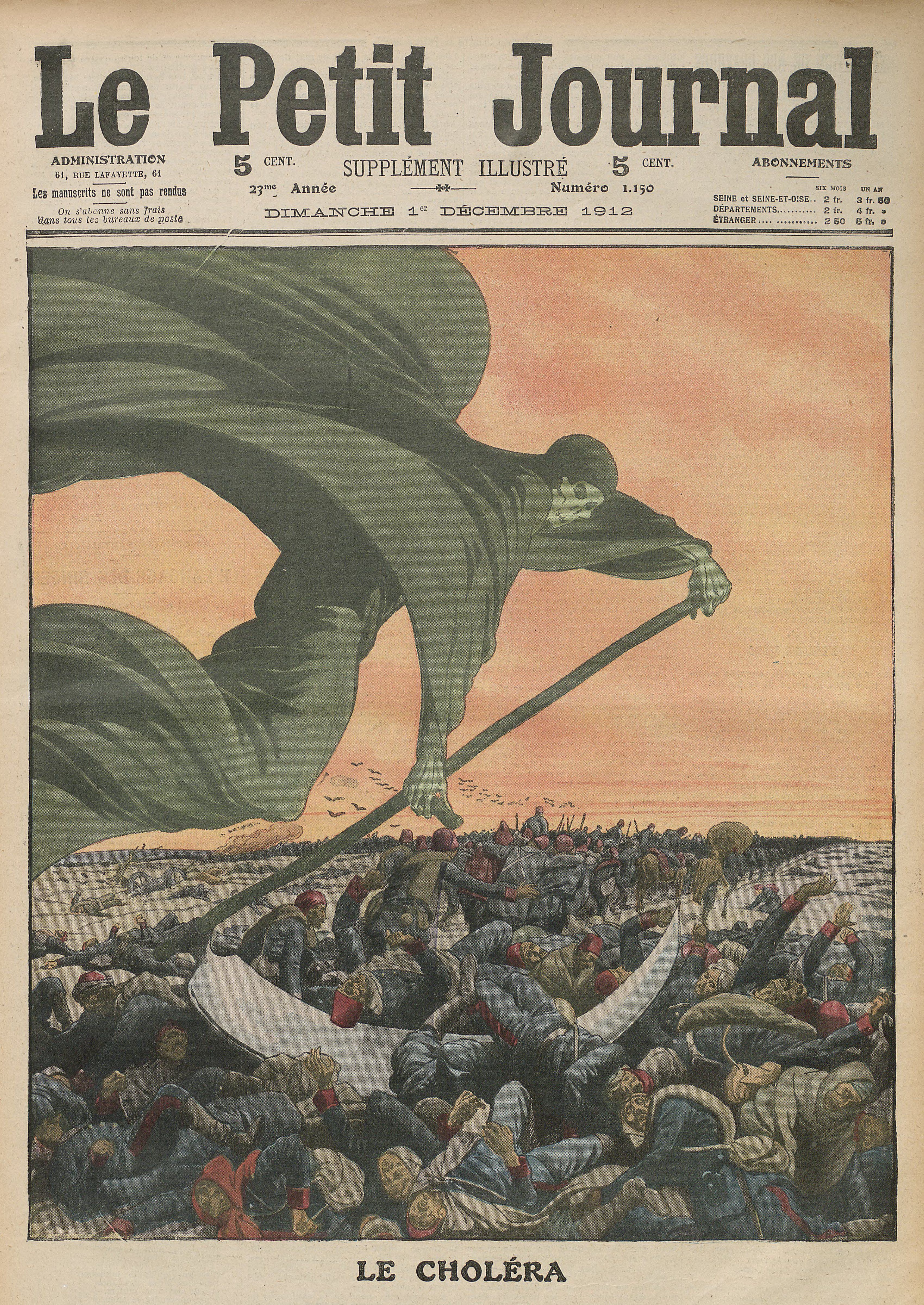
Kép a "halált hozó" koleráról a Le Petit Journal-ban

Az ázsiai (vagy indiai) kolera pusztításait már Kr. e. 400-ban is feljegyezték. A betegség legtöbbször India északi részén pusztított – leginkább a száraz évszakban októbertől májusig. Indiából 1829-ben jött át először Európába. 1826-tól kezdve erős kolerajárványok dúltak Ázsiában, majd Oroszországban is megjelent a betegség, az északi tartományokban és egy másik úton Perzsián át a Kaszpi-tenger vidékén. 1830-ban Moszkva, 1831-ben egész Oroszország, Svédország fertőzött, majd augusztusban Bécs, Berlin, majd Magyarország és Anglia került sorra, 1832-ben áthurcolták Amerikába is, New York és Philadelphia környékén pusztított. Franciaországban 55 ezer ember kapta meg e betegséget. Ezután Ázsiában ismételt járványok uralkodtak, Európában csak 1852-1854-ben jelenik meg ismét. 1863 elején egy mekkai karaván szedte fel a betegséget s mintegy 30 000 ember halt meg a vándorlásban, a zarándokok Szuezbe vitték a kolerát, ahonnan egész Egyiptomban csakhamar elterjedt s 60 000 ember életét követelte. A betegség elől menekülők ismét behurcolták Európába a kórt, majd hajón Amerikába is átjutott, és néhány hónap alatt a Föld összes civilizált részét bejárta. 1866-ban továbbá 1868-70-ben újabb járványok pusztítottak Európában, ismét Mekkából indulva. Európában ezen idő alatt egymillió ember halt meg a járványok folytán. 1884-ben Toulonon és Marseille-en át került Európába ismét, majd 1891-92-ben ismételt járvány következett; amikor általában a legalsó néposztály betegedett meg.

## Modernkori járványok

### Peru, 1991–1998
1991-ben Peruban tört ki járvány. A kolera a tengerparti területekről gyorsan átterjedt a szárazföld belsejébe, még az évben 322 582 embert betegítve meg. A következő évben már a Kolumbiában és Ecuadorban is felütötte fejét: az összesen 981 804 megbetegedésből 8622 kimenetele volt halálos. A járvány kitörésének és terjedésének okai nem teljesen tisztázottak; a valószínűsített tényezők:
- a rossz higiénés viszonyok, főleg a fertőzött ivóvíz;
- a táplálkozási szokások (mosatlan gyümölcsök és zöldségek, nyers tengeri hal fogyasztása),
- a zooplanktonban továbbélő kolerabaktériumok;
- az ismétlődő árvizek;
- a nullás vércsoportúak nagy aránya (75%)
- a Greenpeace és más zöld szervezetek beavatkozása, aminek hatására a hatóságok nem voltak hajlandók az ivóvíz klórmeszes fertőtlenítésére.

A Greenpeace az ivóvíz klórozása helyett a helyben termő, grépfrút fogyasztását ajánlotta. A savanyú grépfrút csökkenti ugyan a vér pH-ját és ezzel valóban rontja a kolerabaktériumok létfeltételeit, de ez a hatás messze elmarad a víz klórozásával elérhetőtől.
1998-ban csapott fel a járvány második, az előzőnél kisebb hulláma.

### Haiti, 2010
A 2010-es haiti földrengés után a romló higiénés viszonyok miatt ebben az országban is kolerajárvány tört ki; a körülbelül 30 000 betegből mintegy 4500 halt meg.

### Jemen, 2017
2017-ben az utóbbi évtizedek legsúlyosabb kolerajárványának minősítette a Nemzetközi Vöröskereszt a Jemenben dühöngő betegséget. A fertőzöttek száma elérheti az egymilliót is, de a becsléseket nehezíti, hogy az országot 2015 óta polgárháború is sújtja, és az egészségügyi rendszer szinte teljesen összeomlott. A lakosság 80%-a nemhogy orvosi ellátáshoz nem fér hozzá, de tiszta ivóvízhez sem - ez pedig nagyban megkönnyíti a betegséget okozó Vibrio cholerae baktérium dolgát.

## Külső hivatkozások
- Cholnoky Viktor:  A kolera.  Ponticulus Hungaricus,  IX. évf.  7–8. sz. (2005. július)  arch Hozzáférés: 2007. január 3.
- Kovács Lajos: Vak vezet világtalant? (Civil szervezetek tévedései kémiai kérdésekben) In: Kovács Lajos et al.: Száz kémiai mítosz. Tévhitek, félreértések, magyarázatok. Új Polihisztor Könyvek. Akadémiai Kiadó, Budapest, 2011. ISBN 978 963 05 9164 5 p. 37–39.